# Хосе Рико Перес (стадион)
Эстадио Хосе Рико Перес (исп. Estadio José Rico Pérez) — футбольный стадион, находящийся в городе Аликанте (Испания). Является домашней ареной клуба «Эркулес». Принимал три матча чемпионата мира по футболу 1982 года. Построен в 1974 году в 2 милях от центра города. С вместимостью в 29 500 человек является третьим по величине в сообществе Валенсия. Назван в честь бывшего руководителя «Эркулеса» Хосе Рико Переса.

## История
Торжественная церемония закладки фундамента под новый стадион состоялась 26 мая 1973 года. 4 августа 1974 года арена была открыта матчем между местным «Эркулесом» и «Барселоной», который завершился к огорчению публики со счётом 0:4. В 1982 году стадион принимал игры чемпионата мира по футболу.
На протяжении 20 лет он принадлежал футбольному клубу «Эркулес». Однако в 1994 году контроль над стадионом перешёл к городским властям в счёт накопившихся за несколько лет долгов клуба.
В 2001 году другой местный клуб «Аликанте» вышел в Сегунду Б. В связи с этим он запросил разрешения у городских властей использовать в том числе для матчей «Хосе Рико Перес». Это решение не понравилось фанатам «Эркулеса» и привело к конфликту между болельщиками двух команд. Решение убрать со стадиона всю символику «Эркулеса» привело к негодованию любителей данной команды.
27 марта 2007 года заканчивался срок подачи предложений о покупке стадиона. «Эркулес» предоставил единственную заявку и купил арену, потратив 7,8 миллионов евро на покупку и 4,4 миллиона на ремонтные работы. Таким образом 11 апреля 2007 года стадион вернулся во владение своему прежнему владельцу. При этом «Аликанте» продолжал его использовать до 2010 года, пока не вернулся на свой «Кампо-де-Вильяфранкеса» вместимостью 4000 зрителей.
В 2017 году стадион продан Валенсийскому финансовому институту за 3,75 миллиона евро.

### Чемпионат мира по футболу 1982
| Дата         | Матч                    | Зрители |
| ------------ | ----------------------- | ------- |
| 18 июня 1982 | Аргентина 4-1 Венгрия   | 32 093  |
| 23 июня 1982 | Аргентина 2-0 Сальвадор | 32 093  |
| 10 июля 1982 | Польша 3-2 Франция      | 32 500  |

## Галерея

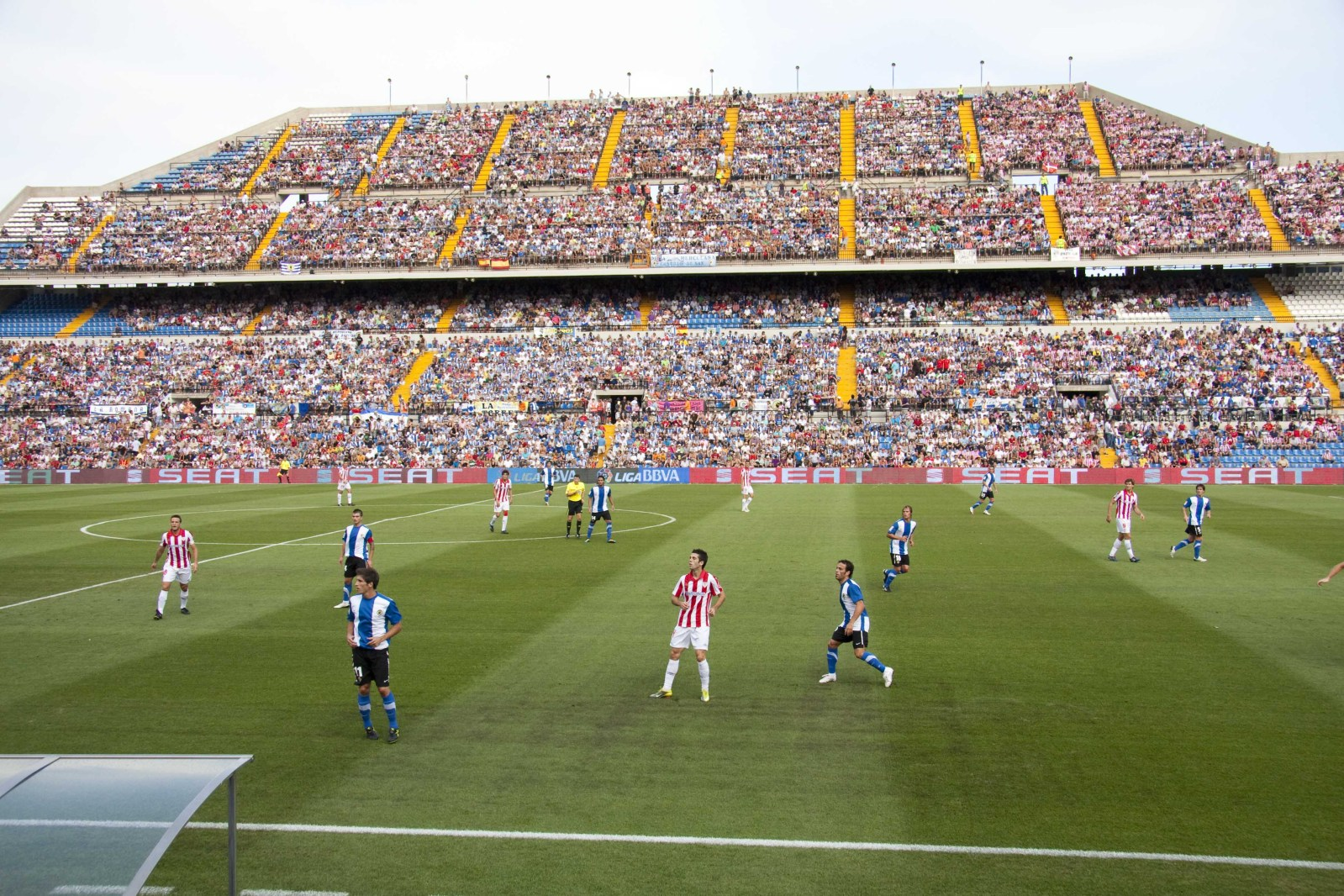
Хосе Рико Перес (2010)
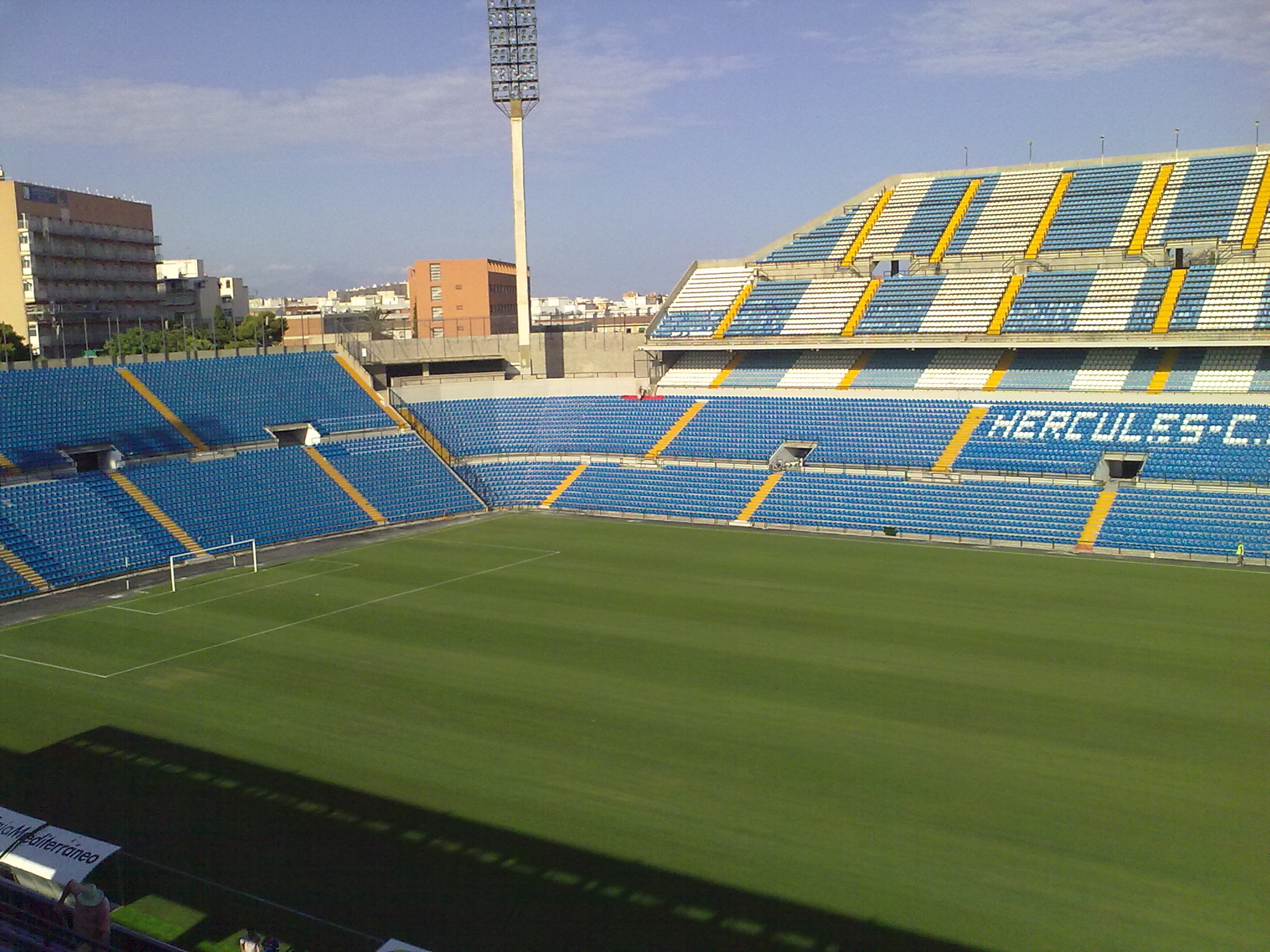
Хосе Рико Перес (2010)
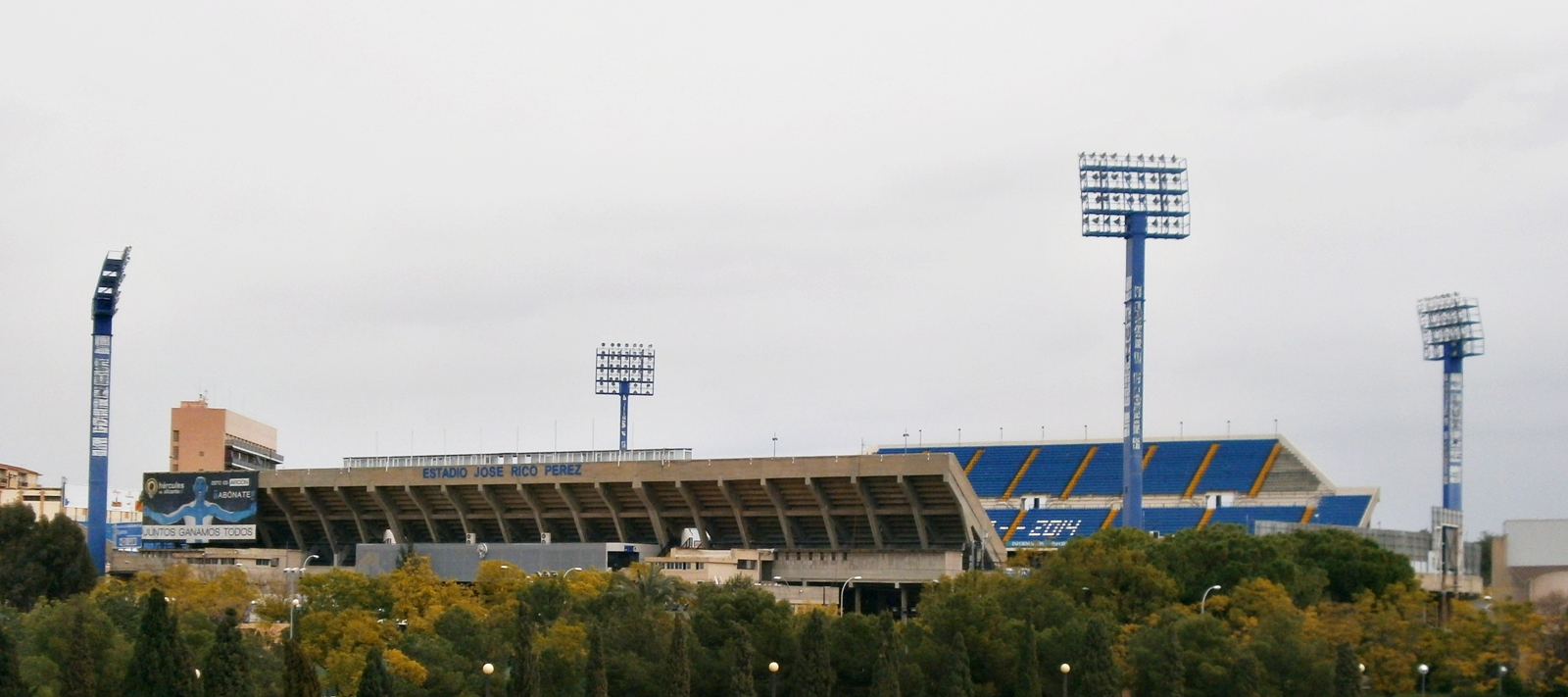
Внешний вид стадиона
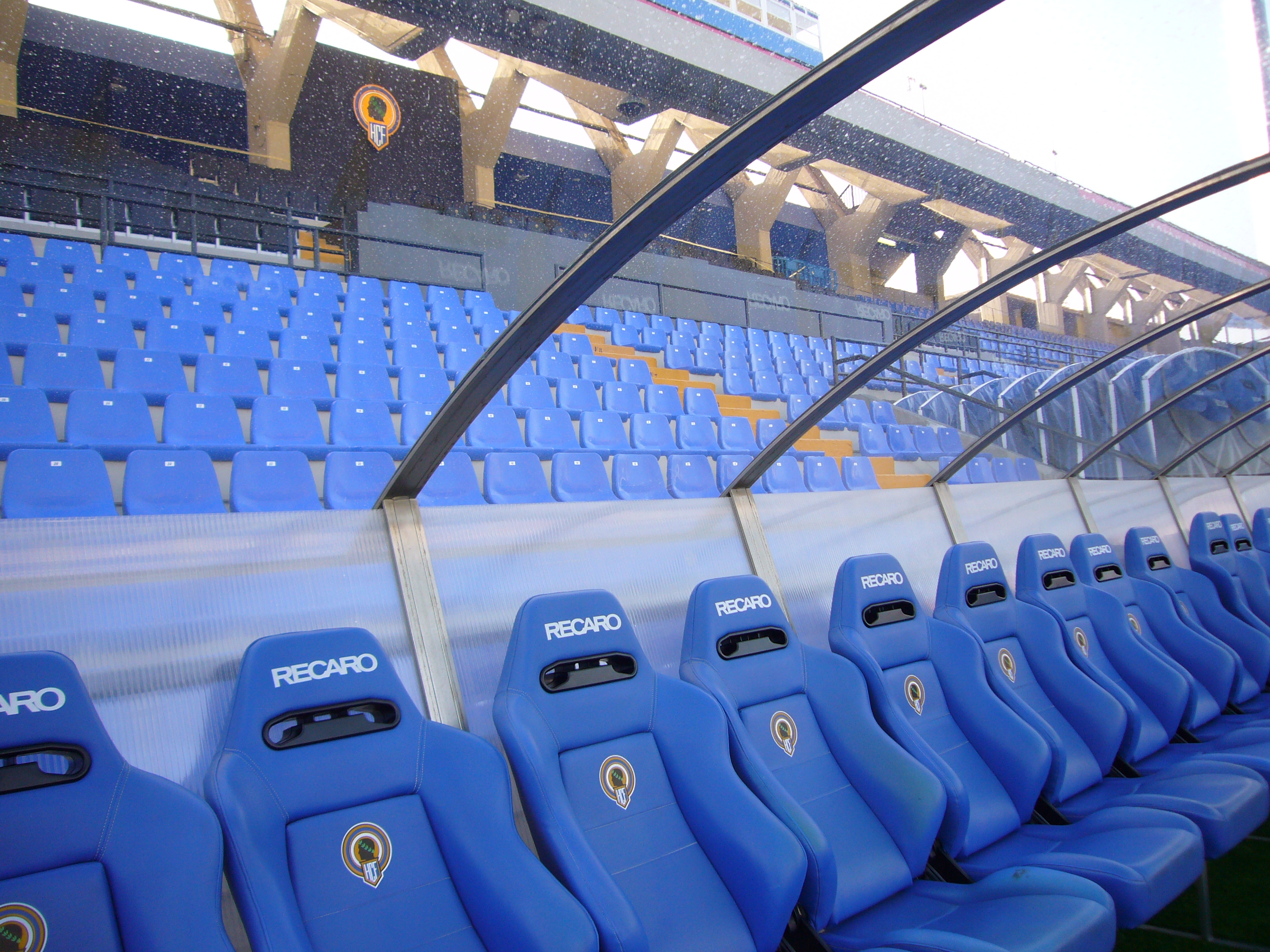
Скамейка запасных